# Bërxullë
Bërxullë (albanska: Bërxullë med böjningsformen Bërxulla) är en kommun i Tirana distrikt i Tiranë prefektur i Albanien. År 2005 hade kommunen 6 806 invånare. I kommunen flyter floden Lana samman med Tiranafloden.